# Protosuchus
Protosuchus ( gr. primer cocodrilo) es un género de arcosaurio cocodriloformo protosúquido carnívoro del Jurásico Inferior. Se trata del primer cocodrilo que apareció en la Tierra, hace unos 200 millones de años. Su origen está ligado a los arcosaurios marinos, aunque Protosuchus vivía en ríos y pantanos. Poseía una poderosa cola con la que podía propulsarse mientras se movía en el agua, aún tenía las patas largas de sus antepasados y las patas traseras eran mucho más largas que las delanteras, lo que muestra que surgió de un animal bípedo.
El cráneo es corto y no adaptado totalmente a la alimentación con peces; el Protosuchus probablemente se alimentaba con animales terrestres del tamaño de una lagartija, su tamaño es de aproximadamente de un metro de la cabeza a la punta de la cola.    

## Galería

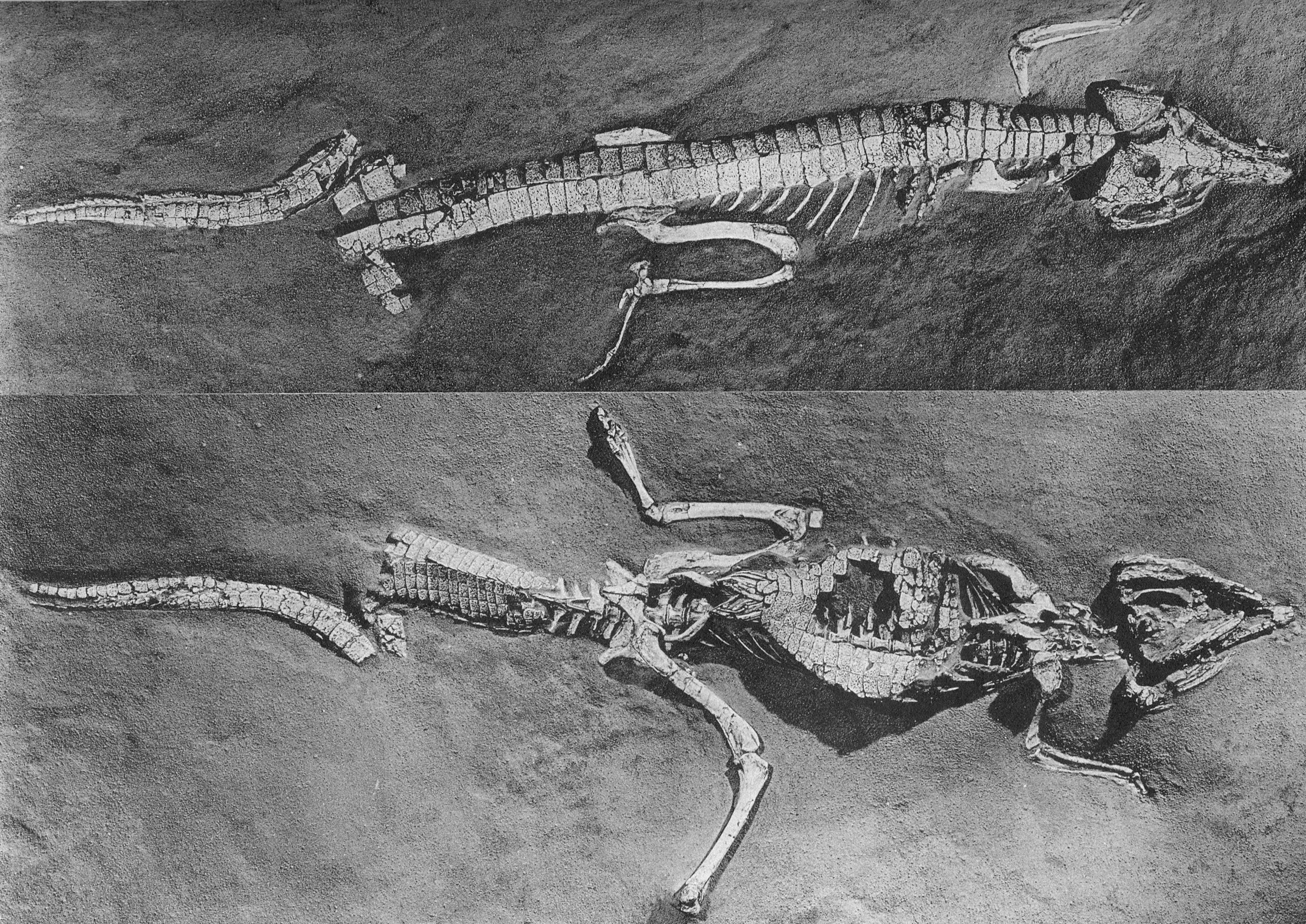

Protosuchus richardsoni